# Gennaro Rubino
Gennaro Rubino (23. listopadu 1859 Bitonto – 14. března 1918 Lovaň) byl italský anarchista, který se neúspěšně pokusil o vraždu belgického krále Leopolda II.

## Životopis
Rubino se narodil v Bitontu v jižní Itálii.
V průběhu služby u italské armády byl odsouzen na pět let vězení za psaní rozvratných novinových článků. V roce 1893 se opět dostal do křížku se zákonem, když byl zatčen za loupeže v Miláně a odsouzen na dlouhou dobu ve vězení. Aby nebyl opět odsouzen, radši opustil zemi. Nejprve sídlil v Glasgow, ve Skotsku a poté odjel do Londýna. Nemohl zde najít práci, i přes ustavičné nabídky pracovních míst od italského velvyslanectví. Nakonec byl zaměstnán Italskou tajnou službou, aby sledoval anarchistické organizace v Londýně. Nakonec byl však propuštěn, jelikož pracovníci ambasády zjistili, že s anarchisty sympatizuje.
V květnu roku 1902 byl Rubinův pracovní poměr s Italskou tajnou službou odhalen a Gennaro byl mezinárodním anarchistickým tiskem obviněn ze špionáže. Skleslý a zahořklý z tohoto projevu, rozhodl se Rubino spáchat atentát na objednávku, aby dokázal svou oddanost anarchismu. Podle pozdějších policejních výslechů měl spáchat atentát na krále Eduarda VII., ale ten měl u tehdejších Britů značnou oblibu. Místo něj si vybral belgického krále Leopolda II.
Ke konci října roku 1902 se přestěhoval do Bruselu. V dopoledním čase 15. listopadu 1902 se král vracel z obřadu, kde vzpomínal na svou nedávno zesnulou manželku Marii Henriettu. Rubino si vzal revolver a čekal na králův průvod v davu na Rue Royale před Bank of Brussels. Poté, co Leopoldův kočár přejel, Rubino tasil zbraň a vyslal na krále tři střely. Všechny minuly, i když jedna kulka rozbila okno u kočáru.
Rubino byl nato napaden davem, nakonec však policií zachráněn a vzat do taxi. Ale rozvášněný dav vozidlo obklíčil a napadl noži a holemi. Policie měla opravdové potíže protáhnout se davem, který střídavě křičel "Zabijte ho!" a "Ať žije král!"
Na policejní stanici byl Rubino prohledán a byl u něj nalezen balíček nábojů, ale také obrázkové pohlednice, na kterých byly portréty krále Leopolda, prince Alberta a princezny Alžběty. Rubino řekl, že si obrázky pořídil, aby poznal členy královské rodiny. Také řekl, že svého činu nelituje a že by vystřelil „na italského krále stejně jako na krále belgického, protože králové jsou jenom tyrani co jen způsobují neštěstí svých lidí.“ Prohlásil, že neměl žádného komplice. Přesto několik lidí, kteří byli blízko Rubina, když střílel, prohlásilo, že byl v doprovodu jiného muže, který se v davu ztratil.
Za zpackaný pokus odsoudili anarchisté Rubina jako agenta provokatéra. Hlásali, že celá akce byla objednána jako záminka k následným policejním zátahům proti evropským anarchistům. Tyto spekulace byly opodstatňovány předčasnými zprávami o slepých nábojích v Rubinově revolveru, které nebyly vystřeleny. To později bylo popřeno zprávami, že Rubinův revolver se nikdy nenašel.
Rubino stanul před soudem v Bruselu v únoru roku 1903. Choval se zatvrzele a vychloubačně. Vypovídal, že doufal, že zabije krále a prince a pár dalších duchovních. V průběhu soudního líčení často vykládal anarchistické doktríny, které, jak říkal, neuznávaly žádné zákony nebo soudy. Rubino byl shledán vinným a odsouzen na doživotí. Zemřel 14. března 1918 v Leuven Centraal, hlavní věznici v Lovani.